# Azoico
O Período Azóico ou Era Azóica é uma expressão usada em geologia, para descrever a fase em que não existia vida (do grego "a"=negação, "zôion"=ser vivo) na Terra. No entanto, como não se sabe exatamente quando a vida surgiu no planeta, a Comissão Internacional sobre Estratigrafia da União Internacional de Ciências Geológicas  não inclui o Azóico no Quadro Estratigráfico Internacional.
No Azóico, a Terra estava em processo de resfriamento, durante o qual se formaram as primeiras rochas e a crosta terrestre. Porém, não é considerado como uma era geológica, pois a Terra estava em consolidação. Pelo estágio atual do conhecimento sobre a origem da vida, o Azóico corresponderia, grosso modo, o éon Hadeano. Sua duração, em milhões de anos, foi de 4600-3800. 